# Liste der Kunstwerke im Jagdschloss Grunewald

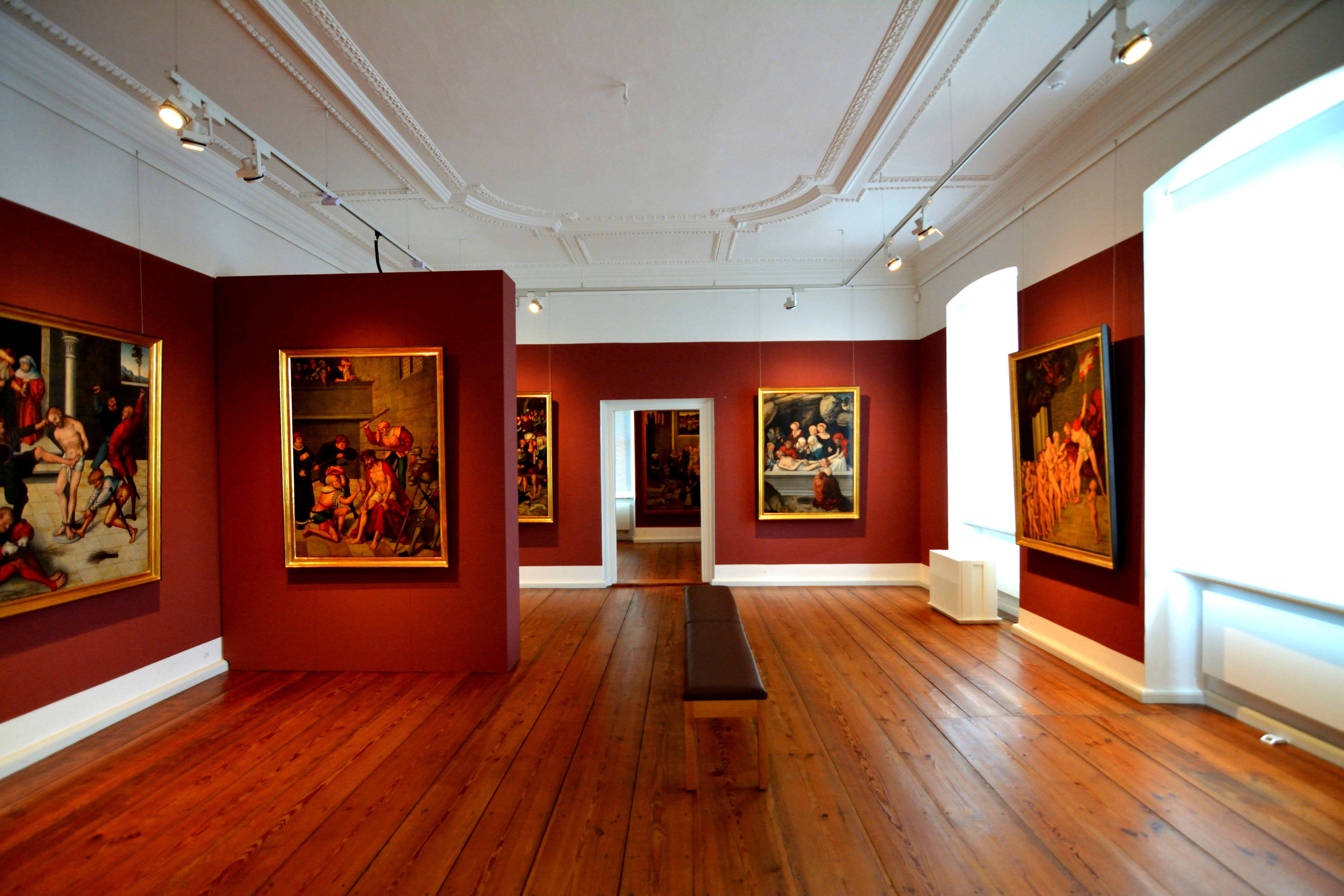
Blick in den Raum mit dem Passionszyklus Lucas Cranach des Älteren

Die Sammlung von Kunstwerken im Berliner Jagdschloss Grunewald besteht vor allem aus fast 30 Werken, die Kurfürst Joachim II. von Brandenburg bei Lucas Cranach dem Älteren und dem  dem Jüngeren in Auftrag gab. Dazu gehören die repräsentativen Exemplum-Tafeln über die Tugenden der Herrscher aus dem Berliner Schloss und die Serie von Tafelbildern zur Passion Christi aus der ehemaligen Cöllner Stiftskirche. Zu den bedeutenden Werken gehören weiter der Cadolzburger Altar und Werke der deutschen und niederländischen Malerei des 15. und 16. Jahrhunderts. Neben Porträts der damaligen Herrscher aus dem Geschlecht der Hohenzollern enthält die Sammlung Ausstellungsstücke zur herrschaftlichen Jagd und kunsthandwerkliche Objekte. Nach fünfjähriger Sanierung des Gebäudes, Untersuchungen und Restaurierungen der Gemälde präsentiert das Jagdschloss seit 2011 drei Ausstellungsbereiche:
- Erdgeschoss mit kunsthandwerklichen Exponaten aus dem Themenbereich Jagd, Tierpräparaten, sowie einigen Gemälden
- Erste Etage mit der Sammlung von teilweise sehr bekannten Gemälden aus der Cranachwerkstatt und ihrem künstlerischen Umfeld
- Zweite Etage mit Herrscherbildnissen der Hohenzollern, von unterschiedlichen Künstlern hergestellt, die teilweise aus dem ehemaligen Hohenzollernmuseum im Berliner Schloss Monbijou stammen

## Liste der Ausstellungsobjekte und Kunstwerke

### Erdgeschoss
| Erdgeschoss               | Erdgeschoss              | Erdgeschoss                                              | Erdgeschoss | Erdgeschoss              | Erdgeschoss                                    | Erdgeschoss |
| Nr.                       | Werk/Abbildung           | Künstler                                                 | Objekt | Jahr                     | Technik, Material, Maße                        | Provenienz, kuratorische Angaben |
| ------------------------- | ------------------------ | -------------------------------------------------------- | --- | ------------------------ | ---------------------------------------------- | --- |
| Eingangstür des Schlosses |                          |                                                          | Relief mit zwei im Geweih verhakten Hirschen |                          | Sandstein                                      | Das Relief stellt die Legende dar, nachdem Kurfürst Joachim II. von Brandenburg an dieser Stelle die beiden verhakten Hirsche erblickte und entschied, dass hier das Schloss errichtet werden sollte. |
| Vorraum des Schlosses     |                          | Hans Schenck, auch Scheußlich oder Scheutzlich genannt   | Zecherrelief Die gereimte Inschrift lautet: Casper Theys was sal di kleine Flas Di Concz Bvntschv ghot in di Tas Diser wilkvm mvs zv vor hfravs Svnst wvrt ein solchger Lerman travs | um 1537/1542             | Sandstein, mit Spuren einer farblichen Fassung | Zwei Teilnehmer der fröhlichen Trinkrunde sind laut der nur teilweise erhaltenen Inschrift die beiden Baumeister des Berliner Schlosses und des Jagdschlosses Cunz Buntschuh und Caspar Theiss, die mittlere Figur könnte Joachim II. sein; das Relief kam wahrscheinlich in der Barockzeit ins Jagdschloss; allerdings ist die Identität der Figuren nicht restlos geklärt; Helmut Börsch-Supan vermutet in der mittleren Figur ein Selbstbildnis Schenks; der Kunsthistoriker Andreas Cante sieht in der mittleren Figur hingegen ein Bildnis von Caspar Theiss; das Relief könnte sich am Cöllner Schloss, am Haus von Theiss oder bis zu ihrem Abbruch 1607 an der Steinmetzhütte an der Schlossbaustelle befunden haben. |
| 001                       |                          | Lucas Cranach der Jüngere                                | Kurfürst Joachim II. von Brandenburg | um 1570                  | Ölmalerei auf Lindenholz 112,2 × 88 cm         | Vermutlich seit 1699 im Potsdamer Stadtschloss, seit 1793 nachweislich im Berliner Schloss. |
| 002                       |                          | Johann Christof Merck                                    | Hirsch mit sechsundsechzigendigem Geweih | um 1700                  |                                                | Diesen ungewöhnlichen 66ender erlegte Kurfürst Friedrich III. 1696 und erntete damit großen Ruhm als Jäger. Siehe auch Beschreibung Nummer 24 |
| 003                       |                          | Wilhelm Barth                                            | Jagdschloss Grunewald | 1832                     | Ölmalerei auf Leinwand 101,5 × 142,3 cm        | Ins Herbstlicht getauchtes Schloss, das seit 1826 wieder mehr von der königlichen Familie genutzt wurde |
| Vitrine                   | alternative Beschreibung | Hans Mörl (?)                                            | Bockflinte mit Doppelradschloss | Nürnberg um 1555         |                                                | Doppelläufige Bockflinte; die Seiten des Kolbens zeigen eine Hetzjagd mit Hirsch; auf dem Rücken des Kolbens befindet sich eine alttestamentarische biblische Darstellung des Jona, wie er von dem Wal wieder ausgespien wird, was ein Symbol für die Wiederauferstehung Christi ist; befand sich seit dem 19. Jahrhundert im Besitz des Prinzen Carl von Preußen. |
| Vitrine                   |                          |                                                          | |                          | Holz                                           | Das Modell zeigt das Gebäudeensemble und das Jagdschloss zur Zeit seiner Erbauung als Wasserschloss; der Wasserspiegel des Grunewaldsees wurde ab 1800 mehrmals abgesenkt, vor allem zur Wasserversorgung Berlins, sodass Wassergraben und Zugbrücke beseitigt wurden. |
| Große Hofstube            |                          |                                                          | Kamin | 1903                     | Einfassung aus Sandstein                       | Kaiser Wilhelm II. ließ das Jagdschloss modernisieren, dazu wurde dieser Kamin eingebaut, in anderen Zimmern Kachelöfen, sowie Toiletten und Bäder. |
| 004                       |                          | Unbekannte Eisenhütte aus der Nordeifel                  | Ofenplatten | 1542                     | Gusseisen                                      | Vier Ofenplatten, die ursprünglich Seitenteile eines Kastenofens waren, der im 16. Jahrhundert in der Großen Hofstube stand; später wurden sie offenbar für einen offenen Kamin verwendet. Die obere Platte wurde von Hofbaurat Kavel entdeckt und stellt vermutlich das Erlegen eines Rehbocks mit ungewöhnlich starkem Geweih durch Joachim II. dar. |
| 005                       |                          | Adolph Schroedter                                        | Jagdgesellschaft des Prinzen Friedrich von Preußen | 1835                     |                                                | Humorvolle, genrehafte Darstellung einer Jagdszene mit Prinz Friedrich von Preußen. |
| 006                       |                          | Eduard Grawert                                           | Hubertusjagd im Grunewald unter Friedrich Wilhelm IV. | 1857                     | Ölmalerei auf Leinwand 81,5 × 122,3 cm         | Das Bild ist keine Darstellung einer realen Jagd, sondern gilt als Hommage an den 1857 bereits schwer kranken König Friedrich Wilhelm IV. |
| 007                       |                          | Carl Johann Arnold, Hermann Schnee                       | Ankunft Kaiser Wilhelms I. zur Roten Jagd im Grunewald | 1887                     |                                                | Wahrscheinlich ist auf diesem Bild der Auftakt zur Roten Jagd im November 1886 dargestellt; Landschaft und Architektur stammen von Schnee (1840–1926), die Figuren mit den porträtierten Gesichtern von Arnold (1829–1916). |
| 008                       |                          | Eduard Grawert                                           | Generalfeldmarschall Wrangel als Roter Jäger | um 1850                  |                                                | Friedrich von Wrangel genoss als Gouverneur von Berlin und Generalfeldmarschall das Privileg, beim Jagdreiten keinen roten Rock tragen zu müssen; dargestellt ist er mit schottischem Plaid über schwarzem Rock. |
| 009                       |                          | Carl Steffeck                                            | Prinz Carl von Preußen als Roter Jäger zu Pferd | um 1858                  |                                                | Carl von Preußen, ein passionierter Jäger und Sammler von Jagdwaffen, führte die von der Schleppjagd verdrängte Parforcejagd im Grunewald wieder ein und bestellte bei Steffeck dieses Bild, das er 1860 im Jagdschloss aufhängen ließ. |
| Raum 1                    |                          |                                                          | Geweihmöbel | Anfang 20. Jahrhundert   |                                                | Hocker, Armlehnstühle und andere Möbel aus Geweihstücken gibt es seit 1825 in adligen Jagdschlössern, sie kamen seit der Mitte des 19. Jahrhunderts, wie das Zeigen von Jagdtrophäen, auch im großgrundbesitzenden Bürgertum in Mode; entsprechende Möbel wurden von mehreren Firmen in Serie hergestellt und dienten einer überladenen Ausstattung sogenannter Jagdsalons; diese Geweihmöbel gehörten nicht zur ursprünglichen Ausstattung des Jagdschlosses Grunewald. |
| Raum 1                    |                          |                                                          | Leuchterweibchen | Ende 17. Jahrhundert (?) |                                                | Ein aus Holz geschnitzter und bemalter gekrönter Frauenoberkörper mit zwei geschuppten Fischschwänzen ist an zwei Geweihstangen montiert und bildet so einen fünfflammigen Kerzenleuchter; seit der Renaissance sind diese auch Lüsterweibchen genannten Leuchter bekannt; auch Albrecht Dürer entwarf solche Beleuchtungskörper. |
| Vitrine                   |                          | Königliche Porzellan-Manufaktur Berlin                   | Déjeuner mit Darstellungen von Jagdschlössern | um 1900                  | Weichmalerei auf Porzellan                     | Die Formen dieses Frühstücksgeschirrs gehen auf das 18, Jahrhundert zurück; die Malerei entspricht jedoch dem Zeitgeschmack um 1900. Dargestellt sind die Hohenzollern-Jagdschlösser Rominten (auf dem Tablett), Letzlingen und Königs Wusterhausen auf der Teekanne und auf der Zuckerdose Hubertusstock und Grunewald; die Vorlagen der Tierbilder (Kupferstiche) stammen von Johann Elias Ridinger. |
| 010                       |                          | Abraham Jansz. Begeyn                                    | Kurfürst Friedrich III. auf der Jagd an der Havel | vor 1697                 |                                                | Seit 1688 war Begeyn Hofmaler und stellt in diesem Bild eine Jagd mit Friedrich auf Wildschweine dar, die in der Nähe der Pfaueninsel stattgefunden haben könnte; Kurfürst Friedrich III., der spätere preußische König Friedrich I., war ein begeisterter Jäger; der Leithund der Meute trägt auf seinem Halsband das Monogramm CF für Churfürst Friedrich. |
| 011                       |                          | Johann Christof Merck                                    | Ulmer Dogge | 1705                     | Ölmalerei auf Leinwand 127,2 × 154,5 cm        | Der dargestellte Hund, eine sogenannte Ulmer Dogge, gehörte zur Meute von König Friedrich I.; das Tier trägt am Halsband die Königskrone und das Monogramm FR (für Fredericus Rex); das Gemälde befindet sich seit 1860 im Jagdschloss. |
| Vitrine                   |                          | Glashütte Potsdam / Zechlin                              | Pokal mit Darstellung einer Sauhatz / Pokal mit Darstellung einer Hirschjagd | um 1735                  | Kristallglas                                   | In Brandenburg erreichte die Glaskunst durch Johannes Kunckel ab 1678 eine Blüte; auf dem Sauhatz-Pokal sind Jäger in Uniform abgebildet, wie sie zur Zeit Friedrich Wilhelms I. üblich war; der Hirschjagd-Pokal verwendet als Motiv ein Gemälde von Dismar Degen, das sich im Schloss Königs Wusterhausen befand, es stellt eine Parforcejagd am Jagdschloss Stern dar; König Friedrich Wilhelm I. ist erkennbar am Bruststern des Schwarzen Adlerordens. |
| Raumecke                  |                          |                                                          | Ofen aus grünen Kacheln | 1903                     | Ofenkacheln                                    | Wilhelm II. ließ 1903 das Schloss modernisieren, dazu gehörte auch die Ausstattung mit solchen als Grundöfen gesetzten Kachelöfen zur Beheizung der Wohnräume. |
| 012                       |                          | Unbekannter Künstler                                     | Fuchs- und Sauprellen | um 1720                  |                                                | Das Prellen von Füchsen und in diesem Fall auch von Wildsauen war bis ins 18. Jahrhundert eine tierquälerische Belustigung für die Herrscher im Rahmen von Festen; auch König Friedrich Wilhelm I. ließ das Prellen auf einer umlappten Fläche stattfinden. |
| 013                       | alternative Beschreibung | wahrscheinlich Flandern                                  | Atalante und Meleager | um 1690                  | Tapisserie                                     | Solche Wirkteppiche lassen sich seit 1700 im Potsdamer Stadtschloss nachweisen; um 1850 diente dieser Teppich, neben anderen Stücken als Abdeckung für eine Bude des Berliner Weihnachtsmarktes und wurde von einem privaten Kunstkenner gekauft; dargestellt ist die Jagd Atalantes und Meleagers auf den Kalydonischen Eber. |
| 014                       |                          | Frédéric Reclam                                          | Markgräfin Sophie Karoline Marie von Brandenburg-Bayreuth als Diana | um 1763                  |                                                | Die Markgräfin Sophie Caroline Marie von Braunschweig-Wolfenbüttel war nach dem Tod Wilhelmines von Preußen die zweite Ehefrau von Markgraf Friedrich III.; sie wird hier als griechische Jagdgöttin Diana mit Pfeilen und Bogen dargestellt. |
| Vitrine                   |                          | Wilhelm Christian Meyer (?)                              | Diana | um 1769                  | Porzellanfigur                                 | Diese Diana stammt wahrscheinlich aus einer Serie von Götterfiguren der Königlichen Porzellanmanufaktur Berlin (KPM); die Figur hält Pfeile und Bogen; auf ihrem Kopf trug sie offenbar einen Halbmond, der für Dianadarstellungen ebenfalls üblich war; das Stück gehört zur KPM-Porzellansammlung des Landes Berlin. |
| Vitrine                   |                          | Johann Joachim Kaendler                                  | Legende des Heiligen Hubertus | 1741/1893                | Porzellan-Figurengruppe aus Meißen             | Motive wie dieses der Hubertuslegende, waren beliebt und wurden oft nachgeformt; diese Version von 1893 mit Neorokoko-Verzierungen am Sockel war ein Geschenk des sächsischen Königs Albert von Sachsen an Kaiser Wilhelm II. |
| 015                       |                          | Matthäus Merian der Jüngere                              | Landgraf Friedrich von Hessen-Eschwege als Falkner | vor 1655                 |                                                | 1655, in seinem Todesjahr, kam Friedrich von Hessen-Eschwege an den brandenburgischen Hof und führte in Lehnin seine dressierten Greifvögel vor; Merian der Jüngere porträtierte die schwedischen Generäle und Obristen und traf sich zu diesem Anlass nachweislich 1649 und 1650 mit Friedrich, der ebenfalls in schwedischem Dienst stand. |
| 016                       |                          | Frans de Hamilton                                        | Jagdstillleben | 1665/1670                |                                                | Hamilton war spezialisiert auf Jagdstücke und Stillleben; gezeigt werden Utensilien zur Vogeljagd wie Pfeifen, Fangnetze und ein Lockvogel; Das Bild gehörte bereits 1698 zum Bestand der Potsdamer Fasanerie; in der ersten Hälfte des 19. Jahrhunderts war es im Potsdamer Stadtschloss, seit 1860 im Jagdschloss Grunewald. |
| 017                       |                          | Frans de Hamilton                                        | Erlegte Enten | zwischen 1661 und 1695   |                                                | Dieses Bild kam erst 1932 zur Eröffnung des Museums in des Jagdschloss Grunewald; zwischen 1777 und 1856 hing es an verschiedenen Stellen im Berliner Schloss. |
| 018                       |                          | Frans de Hamilton                                        | Erlegtes Rebhuhn | 2. Hälfte 17. Jh.        |                                                | Von 1793 bis 1856 im Berliner Schloss, seit 1860 im Jagdschloss Grunewald. |
| 019                       |                          | Corneli[u]s oder Jacobus Bilzius (Biltius, van der Bilt) | Tote Waldschnepfe an der Wand hängend | 2. Hälfte 17. Jh.        |                                                | Beide Maler lieferten vor allem Jagdstillleben, ihr Stil ist dabei so ähnlich, dass die Werke nur mittels Signaturen genau zugeordnet werden können; zwischen 1810 und 1855 im Potsdamer Stadtschloss mit unterschiedlichem Bildtitel, seit 1860 im Jagdschloss Grunewald (vormals Stadtschloss Potsdam). |
| 020                       |                          | Johann Christof Merck                                    | Wolf | 1712                     |                                                | Hofmaler Merck porträtierte einen Wolf, den Friedrich Wilhelm I. als Kronprinz am 22. Dezember 1712 in der Lindower Lietze erlegte; die Inschrift auf dem Stein im Vordergrund dokumentiert die Begebenheit. |
| 021                       |                          | Matheus Bloem                                            | Fuchs | 1666                     |                                                | Bloem malte vorwiegend Stillleben; das Fuchsbild stammt aus der Sammlung von Friedrich Wilhelm von Thulemeyer, der Friedrich II. als Diplomat in Den Haag diente. |
| 022                       |                          | unbekannt                                                | Jagd auf Sauen und Füchse vor einem Jagdschloss | um 1720                  |                                                | Das Bild zeigt eine sogenannte Prunkjagd, die Kurfürst von der Pfalz Karl III. veranstaltete; es gehört zu einer Serie von 16 solchen Bildern aus dem Schloss Schwetzingen, die Karl kopieren ließ und an verschiedene Herrscher verschenkte; der Hintergrund des Bildes ist wahrscheinlich keine gebaute Architektur, sondern nur eine gemalte Kulisse. |
| 023                       |                          | unbekannt                                                | Kapitale Rothirsche im Park von Schloss Schwedt | um 1733                  |                                                | die Rothirsche befinden sich im Park von Schloss Schwedt, dem Sitz einer brandenburgischen Nebenlinie der Hohenzollern; das Bild soll den Wildreichtum der Gegend sowie das repräsentative Schloss darstellen; Markgraf Friedrich Wilhelm ließ die umgebende Landschaft mit Jagdschneisen versehen; Leihgabe der Bundesrepublik Deutschland. |
| 024                       |                          | unbekannt                                                | Hirsch mit sechundsechzigendigem Geweih | nach 1768                |                                                | Vorlage für das Bild des 1696 erlegten Hirsches war ein Kupferstich; für Kurfürst Friedrich III. brachte die 66ender-Trophäe großes Ansehen als Jäger; sein Sohn, Friedrich Wilhelm I., schenkte das Geweih August dem Starken; heute befindet es sich im Schloss Moritzburg. |
| 025                       |                          | Hendrik de Fromantiou                                    | Zwei Rehe | Ende 17. Jh.             | Öl auf Leinwand 127 × 155 cm                   | Zwei Rehe, das eine auf der Erde ruhend, das andere links stehend in freier Gegend; die Rehe zeigen eine auffällige Fellfärbung, wahrscheinlich wurden sie in der Menagerie von Friedrich II. gehalten; 1793 im Berliner Schloss nachgewiesen; 1939 von der Stadt Celle erworben, seit 2012 im Besitz der Stiftung Preußische Schlösser und Gärten Berlin-Brandenburg. |
| Vitrine                   |                          | Eckardsteinsche Fabrik Berlin                            | Punschbowle in Form eines Wildschweins | Mitte 19. Jahrhundert    | Steingutgefäß                                  | Diese Art von Geschirr spielt auf die im 17. Jahrhundert an Herrscherhäusern verbreitete Esskultur des Schaugerichts an; wahrscheinlich wurde die Bowle unter König Friedrich Wilhelm IV. für ausgelassene Feste im Jagdschloss Grunewald verwendet. |
| Vitrine                   |                          | Königliche Porzellanmanufaktur Berlin                    | Zwei Fuchsköpfe als Willkomm | 1837–1844                | Porzellan                                      | Die Trinkbecher mussten in einem Zug geleert werden, da sie keinen flachen Boden zum Hinstellen besitzen; sie gehörten ursprünglich zum Bestand im Schloss Babelsberg. |
| Wand (links oben links)   |                          |                                                          | Hirschkopf mit Perückengeweih | 1952                     | Tierpräparat auf Holz                          | Erlegt in Prambachkirchen 1952 |
| Wand (links oben rechts)  |                          |                                                          | Auerhahn |                          | Tierpräparat                                   | |
| Wand (links mittig)       |                          |                                                          | Wildschweinhauer |                          | Holz Wildschweinzahn                           | |
| Wand (links unten)        |                          |                                                          | Geweihstück mit Baum verwachsen |                          | Holz Hirschhorn                                | Es handelt sich um die Überwallung eines abgestoßenen Geweihstücks durch einen schnell wachsenden Baum; solchen Fundstücken wurden im Aberglauben übernatürliche Kräfte nachgesagt. |
| Wand (über der Tür)       |                          | 190?                                                     | Zehnendiges Geweih |                          | Holz Hirschhorn                                | Erlegt von Kaiser Wilhelm II. am 25. Oktober 190? in Blankenburg. |
| Wand (rechts)             |                          |                                                          | Geweihfragment auf Rehkopf |                          | Porzellan Hirschhorn                           | |
| Schlosshof                |                          | Friedrich Wilhelm Wolff                                  | Die Wildschweinjagd | 1861                     | Gusseisen                                      | Die Tiergruppenplastik trägt auf der linken Seite unten eine eingeritzte Signatur mit der Jahreszahl 1861; vorn am Sockel weist der erhabene Schriftzug auf die Eisengießerei hin; der Abguss soll entweder 1894 oder 1902 hergestellt worden sein; dargestellt wird eine sogenannte Sauhatz bei der drei Jagdhunde versuchen, das Wildschwein zu stellen; ursprünglich stand die Skulptur vor dem Schlosseingang, heute ist sie vor dem Jagdzeugmagazin gegenüber platziert. |

### Erste Etage
| Erste Etage | Erste Etage    | Erste Etage                                     | Erste Etage                                                          | Erste Etage                        | Erste Etage                                                        | Erste Etage |
| Nr.         | Werk/Abbildung | Künstler                                        | Objekt                                                               | Jahr                               | Technik, Material, Maße                                            | Provenienz, kuratorische Angaben |
| ----------- | -------------- | ----------------------------------------------- | -------------------------------------------------------------------- | ---------------------------------- | ------------------------------------------------------------------ | --- |
| 001         |                | Fränkischer Meister des Cadolzburger Altars     | Cadolzburger Altar                                                   | um 1425/1430                       | Holztafeln; das Mittelteil misst 161,5 × 97,8 cm (Detailansichten) | Ursprünglich für die Pfarrkirche der Cadolzburg gedacht; der Altar ist ein Beispiel für die frühesten Kunstaufträge der brandenburgischen Kurfürsten. |
| 002         |                | Meister der Aachener Schranktüren (Werkstatt)   | Geißelung Christi                                                    | um 1490                            |                                                                    | Ursprünglich Teil eines Passionsaltars; seit dem 19. Jahrhundert im Besitz der Hohenzollern; 1945 in den USA, dann durch Schenkung 2011 Rückkehr nach Berlin; weitere erhaltene Teile des Altars befinden sich in der Sammlung Würth und in Privatbesitz. |
| 003         |                | Niederländischer Maler                          | Madonna mit Kind                                                     | um 1480                            |                                                                    | Diente vermutlich auf Grund des kleinen Formats der häuslichen Andacht. |
| 004         |                | Niederländischer Maler                          | Anbetung der Könige                                                  | Ende 15./Anfang 16. Jahrhundert    |                                                                    | in einer simultanen Darstellung ist im Bildhintergrund der Zug der Heiligen Drei Könige dargestellt, die im Vordergrund Christus anbeten. |
| 005         |                | Niederländischer Maler                          | Madonna mit dem Kind                                                 | um 1500 (?)                        |                                                                    | Im Stil der Brügger Maler Hans Memling und Gerard David; die männliche Figur stellt wahrscheinlich den Stifter des Bildes dar. |
| 006         |                | Werkstatt des Pieter Coecke van Aelst           | Handwaschung des Pilatus                                             | 16. Jahrhundert                    |                                                                    | Antwerpener Malerei im Stil des italienischen Manierismus mit gestreckten Figuren und gekünstelt wirkender Körperhaltung. |
| 007         |                | Kopie nach Jan Gossaert(?)                      | Adam und Eva                                                         | Anfang 16. Jahrhundert             |                                                                    | Es ist strittig, ob das Bild mit den beiden Aktfiguren ein eigenständiges Werk Gossaerts oder eine frühe Kopie ist; es geht auf eine Druckgrafik nach antikem Vorbild zurück. |
| 008         |                | Hans Leonhard Schäufelein (?)                   | Eitel Friedrich II.                                                  | um 1530                            |                                                                    | Eitel Friedrich II. von den schwäbischen Hohenzollern diente sowohl den brandenburgischen Kurfürsten als auch dem habsburgischen Kaiser Kaiser Maximilian I.; das Bild befindet sich im Eigentum des Hauses Hohenzollern, in Person „SKH“ (Seiner Königlichen Hoheit) Georg Friedrich Prinz von Preußen. |
| 009         |                | Joos van Cleve                                  | Kaiser Maximilian I.                                                 | Anfang 16. Jahrhundert             |                                                                    | Am Hof Maximilians wurde Joachim II. als Kurprinz eine Zeit lang erzogen. |
| 010         |                | Kopie nach Albrecht Dürer                       | Kaspar Nützel                                                        | zweite Hälfte des 16. Jahrhunderts |                                                                    | Nach einer Zeichnung die Dürer von Kaspar Nützel 1517 anfertigte; Porträts erhielten erst in jener Zeit die individuellen Züge der Dargestellten. |
| 011         |                | Nach der Art des Bartholomäus Bruyn des Älteren | Vanitas-Stillleben                                                   | um 1555                            | Holz                                                               | Die Vanitassymbole, oft auf die Rückseiten von Porträts gemalt, sollten die Dargestellten an die Vergänglichkeit des Lebens hinweisen. Hier versehen mit der Inschrift DER MYNSCH is erd vnd wyrt verzert Lieflich gestalt nyer lang en wert |
| 012         |                | Bartholomäus Bruyn der Ältere                   | Dame mit zwei Nelken                                                 | 1530                               | Öl auf Holz 24 × 32 cm                                             | „Bildnis einer Frau, nach links gewendet, in schwarzem, pelzgefüttertem Kleide, goldgesticktem Mieder und Gürtel. Sie trägt ein Brokathäubchen und reichen Schmuck. In der rechten Hand hält die Dame zwei Nelken, die Linke ruht auf einem Tische. Auf dem […] Hintergründe oben die Bezeichnung 1530 und auf dem Rahmen die erneuerte Inschrift: IN DISSER GESTALT WAS ICH 42 IAR ALT. – Auf der Rückseite eine Vanitas.“ Die Nelken sind Symbole der Heirat oder Ehe; auf der Rückseite befinden sich in einer gemalten Nische ein Knochen und ein Totenschädel, sowie ein lateinischer Spruch, der an den Tod gemahnt. Zu diesem Porträt gehörte ein zweites, auf dem eine männliche Person abgebildet war. Beide Bildnisse befanden sich 1891 im Magazin der königlichen Museen. |
| 013         |                | Hans Schenck                                    | Reliefbildnis des Tiedemann Giese                                    | um 1520/1530                       | Holzrelief                                                         | Tiedemann Giese, ein katholischer Theologe, Domherr und späterer Bischof, wird vor dem Hintergrund einer Ruinenarchitektur gezeigt. In den Händen hält er einen Totenschädel, der aber nicht nur ein Vanitassymbol ist, sondern auch einen Bezug auf vorreformatorische humanistische Ideen herstellt. |
| 014         |                | Lucas Cranach der Ältere (Werkstatt)            | Heiliger Erasmus                                                     | um 1520–1530                       | Ölmalerei auf Lindenholz 29 × 10,4 cm                              | auf diesem Bild lässt sich der Kardinal Albrecht von Brandenburg, erkennbar am Wappen auf seinem Gewand, als Heiliger Erasmus, dem Schutzpatron der Hohenzollern, darstellen; ob die physiognomisch ähnlich als Heilige Ursula porträtierte Frau eine Mätresse des Kardinals war, lässt sich nicht klären; das Bild ist im Eigentum des Hauses Hohenzollern, in Person „SKH“ Georg Friedrich Prinz von Preußen. |
| 015         |                | Lucas Cranach der Ältere (Schule Simon Franck?) | Kardinal Albrecht von Brandenburg                                    | nach 1529                          | Ölmalerei auf Lindenholz 53,4 × 40,2 cm                            | Der Kardinal war ein Bruder des Kurfürsten Joachim I., der durch einen regen Ablasshandel wohlhabend wurde. 1908 von Kaiser Wilhelm II. angekauft. |
| 016         |                | Lucas Cranach der Ältere                        | Kurfürst Joachim I. Nestor von Brandenburg                           | datiert 1529                       | Ölmalerei auf Buchenholz 52,4 × 35,8 cm                            | Entschiedener Gegner der Reformation; ließ die Schriften Martin Luthers in Brandenburg verbieten. 1902 von Kaiser Wilhelm II. aus Frankfurter Privatbesitz für das Hohenzollernmuseum erworben. |
| 017         |                | Lucas Cranach der Ältere                        | Kurprinz Joachim II. von Brandenburg                                 | um 1520                            | Ölmalerei auf Buchenholz 61,5 × 43,2 cm                            | Dargestellt ist Joachim II. als junger Prinz in entschlossener und kampfbereiter Pose; seit Beginn des 19. Jahrhunderts im Besitz der Herzöge von Anhalt, um 1930 aus deren Besitz erworben; 1936 an die Sammlung von Hermann Göring verliehen; 1. August 1945 bis 15. Dezember 1948 Restitution, 1948 an das Jagdschloss Grunewald zurückgegeben. |
| 018         |                | Werkstatt von Lucas Cranach dem Älteren         | Fürst Johann von Anhalt                                              | um 1520                            | Ölmalerei auf Buchenholz 64,9 × 45,8 cm                            | Johann kam zu seinem Onkel nach Berlin zur Erziehung; sein Bildnis (wahrscheinlich als Pendant zu Nr. 17 gedacht) ist auf Grund des Rangunterschieds schlichter ausgeführt; seit Beginn des 19. Jahrhunderts bis nach dem Ersten Weltkrieg im Besitz der Herzöge von Anhalt im Gotischen Haus in Wörlitz; 1958 aus Kölner Privatbesitz erworben. |
| 019         |                | Lucas Cranach der Ältere                        | Martin Luther                                                        | um 1530                            | Ölmalerei auf Lindenholz 38,2 × 24,8 cm                            | Das bekannte Motiv wurde von Cranach zwischen 1528 und 1530 in zahlreichen Versionen hergestellt, denn es gehört zu einem damals beliebten Porträttyp; im Gegensatz zu Vater und Onkel war Joachim II. von Martin Luther seit einem Treffen 1519 beeindruckt. |
| 020         |                | Lucas Cranach der Ältere                        | Adam                                                                 | 1537                               | Ölmalerei auf Lindenholz 175 × 67,4 cm                             | Das Motiv war ebenfalls ein großer Erfolg für Cranachs Werkstatt; es gibt davon heute noch mehr als 50 Versionen; Grundlage war Cranachs Beschäftigung mit Albrecht Dürers Kupferstich von 1504 und seinen Gemälden von 1507; seit 1793 im Berliner Schloss nachgewiesen. |
| 021         |                | Lucas Cranach der Ältere                        | Eva                                                                  | 1537                               | Ölmalerei auf Lindenholz 175 × 66 cm                               | Pendant zu Adam; Eva hat bereits in den Apfel vom Baum der Erkenntnis gebissen, während Adam noch zögert; der Hirsch hat mehrere Bedeutungen, als Symbol für das friedliche Zusammenleben im Paradies, als Feind der Schlange, als Christussymbol und als Hinweis auf die Überwindung der Erbsünde; seit 1793 im Berliner Schloss nachgewiesen. |
| 022         |                | Lucas Cranach der Ältere                        | Lucretia                                                             | 1529                               | Ölmalerei auf Buchenholz 56,6 × 38,2 cm                            | Das Motiv der ehetreuen Römerin Lucretia stellte Cranach etwa 40 Mal dar, ebenfalls ein erfolgreiches Produkt seiner Werkstatt; als Akt war sie seit 1520 beliebt; stammt vermutlich aus dem Potsdamer Stadtschloss; 1811 im Korridor hinter der Bildergalerie von Sanssouci nachgewiesen; vor dem Zweiten Weltkrieg im Jagdschloss Grunewald ausgestellt und nach dem Krieg vermisst; 1956 im Besitz des Wallraf-Richartz-Museums, Köln; 1958 nach einem Prozess von einem Stuttgarter Galerieverein für Berlin zurückerworben; seit 1970 im Besitz der Stiftung Preußische Schlösser und Gärten Berlin-Brandenburg. |
| 023         |                | Lucas Cranach der Ältere                        | Judith mit dem Haupt des Holofernes                                  | datiert 1530                       | Ölmalerei auf Buchenholz 74,9 × 56 cm                              | Das Bild mit dem Thema Judit und Holofernes wurde vor 1819 grundlegend übermalt, es zeigte nun Jaël, die Sisera mit einem Nagel tötet; 1973 und 1984 wurde nach umfangreicher Restauration und Entfernung der Übermalung Cranachs originale Komposition wieder hergestellt. |
| 024         |                | Lucas Cranach der Ältere                        | Quellnymphe                                                          | um 1515–1520                       | Ölmalerei auf Lindenholz 58,2 × 87,1 cm                            | Ein von Cranach selbst erfundenes Motiv, das er in mehreren Versionen wiederholte; es ist ein erotisches Sujet, das offenbar auf einem aus Italien stammenden Quellnymphenkult beruht. |
| 025         |                | Lucas Cranach der Ältere                        | Fußwaschung der Apostel                                              | 1537 oder 1538                     | Ölmalerei auf Lindenholz 149,9 × 113,5 cm                          | Erste von neun erhaltenen Tafeln des Passionszyklus, einer Serie von wahrscheinlich 14 Mitteltafeln aus Lindenholz, die für die Altäre in der Kirche des ehemaligen Dominikanerklosters zu Cölln, die Joachim II. zur Grablege und Stiftskirche weihen ließ, gedacht waren (die Seitentafeln dieser Altäre existieren nicht mehr); entworfen und konzipiert wurden sie von Cranach dem Älteren, tragen auch seine Schlangensignatur, ausgeführt jedoch von seinem Sohn und Mitarbeitern der Werkstatt; als Vorbild diente vermutlich die Ausstattung des Halleschen Doms; ein Teil der Tafeln gehört zum Bestand der Gemäldegalerie der Staatlichen Museen zu Berlin. |
| 026         |                | Lucas Cranach der Ältere                        | Christus am Ölberg                                                   | 1537                               | Ölmalerei auf Lindenholz 150,2 × 113,4 cm                          | Das Gemälde vereint die Bibelstellen Matthäus 26, 36-47; Markus 14, 32-43 und Lucas 22, 39-46; Christus kniend im Garten Gethsemane; im Vordergrund drei schlafende Apostel. |
| 027         |                | Lucas Cranach der Ältere                        | Geißelung                                                            | 1537                               | Ölmalerei auf Lindenholz 149 × 112,6 cm                            | Christus mit leidendem Gesichtsausdruck, der direkt auf die Betrachter gerichtet ist, wird an eine Säule gefesselt und von grimassierenden Männern in der Kleidung des 16. Jahrhunderts heftig misshandelt; im Vordergrund flicht ein Scherge die Dornenkrone. |
| 028         |                | Lucas Cranach der Ältere                        | Dornenkrönung                                                        | 1537                               | Ölmalerei auf Lindenholz 152,6 × 113,5 cm                          | Christus sitzt demütig in voller Ruhe, während seine Peiniger sich heftig bewegen, ein Mann im Samtgewand verhöhnt ihn, auf der Empore steht Pilatus mit Soldaten. |
| 029         |                | Lucas Cranach der Ältere                        | Ecce homo                                                            | 1537                               | Ölmalerei auf Lindenholz 152 × 116,4 cm                            | Auf der Empore präsentiert Pilatus den Hohenpriestern Christus und spricht die Worte Ecce Homo ("Seht, welch ein Mensch" nach Johannes 19, 4-15); Christus trägt die Dornenkrone, einen roten Mantel, einen Palmzweig, und wird als "König der Juden" verspottet. |
| 030         |                | Lucas Cranach der Ältere                        | Kreuztragung Christi                                                 | 1537/1538                          | Ölmalerei auf Lindenholz 149,3 × 113,3 cm                          | Im Vordergrund bricht Christus unter der Last des Kreuzes zusammen, Simon von Cyrene hilft ihn auf Befehl eines Soldaten; Kriegsknechte traktieren ihn mit Schlägen, Tritten und obszönen Gesten. |
| 031         |                | Lucas Cranach der Ältere                        | Grablegung                                                           | 1538                               | Ölmalerei auf Lindenholz 150,2 × 111,2 cm                          | Die Jünger Josef von Arimathäa, Nikodemus und Johannes legen Jesus in einen Sarkophag; Hinter dem Grab stehen die klagenden Frauen; im Vordergrund kniet mit gefalteten Händen Maria Magdalena; auf dem Boden liegt die Dornenkrone. |
| 032         |                | Lucas Cranach der Ältere                        | Christus in der Vorhölle                                             | 1538                               | Ölmalerei auf Lindenholz 151,2 × 116,2 cm                          | Christus befreit die Gerechten des Alten Bundes und unschuldige Kinder; die erzählte Begebenheit ist nicht in der Bibel enthalten, sondern stammt aus mittelalterlichen apokryphen Schriften; aus der Vorhölle entweichen Flammen und schwarzer Rauch mit teuflischen Tierfiguren. |
| 033         |                | Lucas Cranach der Ältere                        | Auferstehung Jesu Christi                                            | 1538                               | Ölmalerei auf Lindenholz 150,6 × 111,8 cm                          | Christus ist auferstanden und steht in Siegerpose, den Kopf von Gloriole umgeben, auf dem Sarkophag; er trägt einen wallenden roten Umhang und wie im Vorhöllenbild an einem gläsernen Stab die Kreuzfahne; seine Wundmale scheinen bereits teilweise verheilt zu sein; die im Vorgrund langsam erwachenden Soldaten reagieren bereits zögernd auf die Auferstehung; auch diese Situation ist nicht in der Bibel beschrieben, sie stammt ebenfalls aus frühchristlichen Apokryphen. |
| 034         |                | Lucas Cranach der Ältere                        | David und Bathseba                                                   | um 1540/1545                       | Ölmalerei auf Lindenholz; Hochformat 208 × 106 cm                  | Gehört zu den vier vermutlich von Joachim II. für die Ausstattung des neuen sogenannten „Stechbahnflügels“ (An der Stechbahn) des Berliner Schlosses bei Cranach dem Älteren in Auftrag gegebenen Exemplum-Tafeln, die Allegorien für vorbildliches und verwerfliches Herrscherverhalten darstellen; Batseba symbolisiert als verführerische Frau die Macht der Frauen über Männer. |
| 035         |                | Lucas Cranach der Ältere                        | Das Urteil des Paris                                                 | um 1540/1545                       | Öl auf Lindenholz; Hochformat 209 × 107 cm                         | zur Bedeutung siehe Urteil des Paris |
| 036         |                | Lucas Cranach der Ältere                        | David kämpft gegen Goliath                                           | um 1540/1545                       | Öl auf Lindenholz; Hochformat 209,5 × 106,6 cm                     | Der Kampf zwischen David und Goliath dient als Beispiel Tugenden Mut und Tapferkeit. |
| 037         |                | Lucas Cranach der Ältere (Werkstatt)            | Das Urteil des Kambyses                                              | um 1540/1545                       | Öl auf Lindenholz; Hochformat 209,4 × 107,1 cm                     | Dargestellt ist die Geschichte des Richters Sisamnes, der wegen Bestechlichkeit gehäutet wurde, siehe Otanes (Sohn des Sisamnes); Cranachs Bild enthält in einer Art simultanen Darstellung in der rechten oberen Ecke die Häutung des Richters. |
| 038         |                | Heinrich Bollandt (nach Perini?)                | Joachim II.                                                          | 1619                               |                                                                    | Das Porträt des Kurfürsten Joachim II. war ursprünglich für die Ahnengalerie der Plassenburg, dem Sitz der fränkischen Hohenzollern gedacht; wohl nach einer Vorlage von Giovanni Battista Perini von 1562. |
| 039         |                | Schule des Lucas Cranach des Älteren            | Kurprinzessin Magdalena von Brandenburg                              | um 1530/1540                       | Malerei auf Lindenholz 51,3 × 37,9 cm                              | Magdalene von Sachsen war seit 1524 mit Joachim II. verheiratet, die Ehe sollte die politische Verbindung zum katholischen Sachsen festigen; das Bild ist wahrscheinlich die frühe Kopie eines verschollenen Gemäldes von 1530; aus dem Besitz „SKH“ Georg Friedrich Prinz von Preußen. Seit 1790 in der Bildergalerie des Berliner Schlosses als Damenportrait von Dürer nachgewiesen. |
| 040         |                | Unbekannter Künstler (vielleicht Hans Krell)    | Kurfürstin Hedwig von Brandenburg                                    | um 1535/1540                       |                                                                    | Hedwig war Tochter des polnischen Königs Sigismund I. und seit 1535 die zweite Ehefrau von Joachim II. nach dem Tod Magdalenes; aus dem Besitz „SKH“ Georg Friedrich Prinz von Preußen. |
| 041         |                | Lucas Cranach der Jüngere                       | Markgraf Georg der Fromme von Brandenburg-Ansbach ohne Kopfbedeckung | 1571                               | Malerei auf Lindenholz 101,4 × 72,2 cm                             | Der Markgraf zeigt sich in andächtiger Haltung, was darauf schließen lässt, dass das Bild als Epitaph oder Andachtsbild dienen sollte; seit 1811 im Besitz der Hohenzollern, heute „SKH“ Georg Friedrich Prinz von Preußen. Vermutlich vom Sohn Georgs für eine Ahnengalerie auf der Plassenburg in Auftrag gegeben, 1786 Schloss Ansbach, von wo es 1811 nach Berlin kam. |
| 042         |                | Lucas Cranach der Jüngere                       | Markgraf Georg der Fromme von Brandenburg-Ansbach mit Kopfbedeckung  | 1571                               | Malerei auf Lindenholz 94,1 × 77 cm                                | Posthumes Bildnis des Markgrafen, vielleicht im Auftrag seines Sohnes Georg Friedrich I. entstanden; Georgs schlichte schwarze Kleidung nach dem Vorbild Martin Luthers, wurde später das Standesgewand für protestantische Herrscher, hier weist es auf Georgs frühe Hinwendung zur Reformation hin; aus dem Besitz „SKH“ Georg Friedrich Prinz von Preußen. Vermutlich vom Sohn Georgs für eine Ahnengalerie auf der Plassenburg in Auftrag gegeben, 1786 Schloss Ansbach, von wo es 1811 nach Berlin kam. |
| 043         |                | Lucas Cranach der Jüngere                       | Markgraf Georg Friedrich von Brandenburg-Ansbach-Bayreuth            | um 1564                            | Malerei auf Lindenholz 99,4 × 73,5 cm                              | Der Markgraf ist nach spanischer Art, äußerlich schlicht, gekleidet, was auf sein Modebewusstsein schließen lässt und kein Widerspruch zu seiner lutherischen Gesinnung ist; vermutlich für eine Ahnengalerie auf der Plassenburg in Auftrag gegeben, 1811 von Schloss Ansbach nach Berlin gekommen. |
| 044         |                | Monogrammist AS (Ambrosius Silberbart)          | Der Sündenfall – Adam und Eva                                        | 1534                               |                                                                    | AS war von 1536 bis 1538 nachweislich Mitarbeiter der Cranachwerkstatt; Vorlage für dieses Sündenfallmotiv ist ein Kupferstich von Albrecht Dürer. |
| 045         |                | Lucas Cranach der Jüngere                       | Taufe Christi                                                        | 1556                               | Ölmalerei auf Lindenholz 62 × 82 cm                                | Es handelt sich um ein politisches „Bekenntnisbild“ reformierter Fürsten; Christus wird vor einer Ansicht der Stadt Dessau im Beisein von Adligen und Reformatoren getauft, so sind beispielsweise Luther und Philipp Melanchthon erkennbar; gedacht wird in diesem Gemälde der Hochzeit von Johann IV. und Margareta von Brandenburg 1534. |
| 046         |                | Cranach-Umfeld                                  | Anbetung der Könige                                                  | 16. Jahrhundert                    |                                                                    | Das Bild ist die Kopie eines Gemäldes von Lucas Cranach des Älteren; Cranachs Schlangensignatur gibt zwar das Jahr 1530 an, aber es entstand wohl erst Ende des 16. Jahrhunderts. |

### Zweite Etage
| 2. Etage | 2. Etage       | 2. Etage                                                | 2. Etage                                                                  | 2. Etage               | 2. Etage                                         | 2. Etage |
| Nr.      | Werk/Abbildung | Künstler                                                | Objekt                                                                    | Jahr                   | Technik, Material, Maße                          | Provenienz, kuratorische Angaben |
| -------- | -------------- | ------------------------------------------------------- | ------------------------------------------------------------------------- | ---------------------- | ------------------------------------------------ | --- |
| 001      |                | Heinrich Bollandt                                       | Markgraf Christian von Brandenburg-Bayreuth                               | um 1618                | Ölmalerei auf Holztafel 58,5 × 52,1 cm           | Rechts oben befindet sich die Beschriftung: „CHRISTIANVS DEI GRATIA/Marchio Brandenburgensis, Borus=/siæ etc. DuX. etc.“; der Künstler schuf diese Porträts in einem neuen Stil, den Dargestellten rückt er in den Vordergrund, verzichtet auf eine Hintergrundgestaltung und der Kopf befindet sich leicht oberhalb des Bildmittelpunkts, damit erhält das Gemälde eine pyramidenartige Komposition und verankert so den Porträtierten fest im Rahmen; Bollandt wurde entweder ab 1613 oder 1616 von Markgraf Christian als Hofmaler beschäftigt; dieses und das folgende Porträt von Bollandt befinden sich im Besitz des Hauses Hohenzollern in Person „Seiner Königlichen Hoheit (SKH)“ Georg Friedrich Prinz von Preußen. |
| 002      |                | Heinrich Bollandt                                       | Markgräfin Maria von Brandenburg-Bayreuth                                 | 1618                   | Ölmalerei auf Holztafel Bildgröße 56,8 × 51,4 cm | Links oben befindet sich auf dem Bild die Inschrift „V: G: G: Maria/geborne und vermahlete/Margg. zu Brandb: in Preus/Hertz […]“; Marie von Preußen heiratete 1604 auf der Plassenburg Markgraf Christian von Brandenburg-Bayreuth und wurde somit zur Markgräfin; als Residenzstadt sollte ihnen Bayreuth dienen, bei Beginn des Dreißigjährigen Krieges mussten sie sich jedoch auf die Plassenburg zurückziehen. |
| 003      |                | Heinrich Bollandt                                       | Erbprinz Erdmann August von Brandenburg-Bayreuth im Alter von drei Jahren | 1618                   | Öl auf Lindenholztafel 61,5 × 54,3 cm            | Rechts oben befindet sich die Beschriftung: „V G G Erdmann Augustus Markgraff zu/Brandenburg, Hertzog in Preußen etc. ÆTAT […]/suæ 3. Jahr Ao 1618“; Dieses Bildnis von Erdmann August von Brandenburg-Bayreuth gehört nach Ansicht des Kunsthistorikers und Kurators Gerd Bartoschek „zu den reizvollsten Arbeiten von Heinrich Bollandt.“; der dünnflüssige Farbauftrag und der helle Hintergrund betonen die „fragile Erscheinung“ des Jungen; der Knabe hält, entsprechend seiner Lebensjahre, drei Rosenblüten in der linken Hand. |
| 004      |                | Heinrich Bollandt                                       | Erbprinz Erdmann August von Brandenburg-Bayreuth im Alter von drei Jahren | 1630                   | Öl auf Leinwand 61,6 × 53,9/54,1 cm              | Auf diesem 12 Jahre später auf Leinwand gemalten Porträt des Prinzen befindet sich rechts oben die Inschrift „V G G Erdmann Augustus Markgraff/zu Brandenburg inn Preussen/Hertz. Anno 1630“; die Leinwand dieses Gemälde ist im Gegensatz zum vorigen mit einem dichteren bunteren Farbauftrag versehen und hat einen stärkeren Hell-Dunkel-Kontrast; beide Porträts befanden sich im Bilderbestand der Plassenburg. |
| 005      |                | unbekannt                                               | Herzog Albrecht Friedrich in Preußen                                      | 1612                   | Ölmalerei auf Leinwand 93 × 79 cm                | Albrecht Friedrich war der zweite weltliche Herrscher in Preußen; nach damaliger Ansicht war er aber „gemütskrank“ und konnte die Regentschaft als Herzog nicht ausüben. |
| 006      |                | unbekannt                                               | Herzogin Maria Eleonore in Preussen                                       | um 1600                | Ölmalerei auf Leinwand 131 × 77 cm               | Herzogin Maria Eleonore wurde 1573 mit Albrecht Friedrich verheiratet; bis zu ihrer Ankunft wusste sie wusste nichts über den Zustand ihres Mannes, bekam aber trotzdem sieben Kinder von ihm, wobei nur fünf Töchter überlebten; ob beide Porträts von Daniel Rose, seit 1602 Hofmaler, stammen, ist nicht sicher zu entscheiden, da kaum gesicherte Werke von ihm überliefert sind; die Bilder hatten wohl ursprünglich nicht das gleiche Format, aber Maria Eleonoras Porträt trägt in der Beschriftung oben links den Buchstaben B, was auf eine bestimmte Hängung in der Ahnengalerie auf der Plassenburg schließen lässt; das Bild von Anbrecht Friedrich weist keine entsprechende Bezeichnung auf. |
| 007      |                | Philipp Cordus zugeschrieben                            | Kurfürst Johann Georg von Brandenburg und Christus im Gespräch            | 1590                   | Eichenholztafel; 17,2 × 25,5 cm                  | Christus und Johann Georg führen hinter zwei Tischen, wie bei einer gelehrten Disputation, ein Gespräch in gereimten Versen, die im Hintergrund des Bildes schriftlich erscheinen; Johann Georg überreicht Christus einen kleinen Strauß Jelängerjelieber; einzuordnen ist die Tafel in den Zusammenhang von Epitaphen, Flugblättern und Altarwerken, die nach der Reformation die neue Lehre verbreiteten; das kleine Format lässt darauf schließen, dass es sich hier um ein intimes durch die Blume gesprochenes Glaubensbekenntnis Johann Georgs handelt; erworben wurde es 2008. |
| 008      |                | Andreas Riehl der Jüngere                               | Kurfürst Johann Georg von Brandenburg im Alter von 71 Jahren              | 1597                   |                                                  | Andreas Riehl der Jüngere porträtierte, seit er 1593 kurfürstlicher Hofmaler wurde, nicht nur das Kurfürstenpaar Johann Georg und seine dritte Ehefrau Elisabeth von Anhalt, sondern auch fünf ihrer insgesamt elf Kinder; nach dem Tod Johann Georgs 1598 diente Riehl Georg Friedrich I. auf der Plassenburg, in der diese Porträtserie Bestandteil der dortigen Ahnengalerie war; in den Besitz der brandenburgischen Hohenzollern kamen die Bilder 1806 während der Vierten Koalitionskriegs; nach Berlin gelangten sie 1822 und wurden auf die preußischen Schlösser verteilt. |
| 009      |                | Andreas Riehl der Jüngere                               | Kurfürstin Elisabeth von Brandenburg im Alter von 33 Jahren               | 1597                   |                                                  | Der Kurfürst Johann Georg heiratete 1577 die fast 40 Jahre jüngere Elisabeth von Anhalt, die ihm elf Kinder gebar; einer ihrer Söhne wurde später Markgraf Christian von Brandenburg-Bayreuth. |
| 010      |                | Andreas Riehl der Jüngere                               | Markgräfin Elisabeth Sophia von Brandenburg im Alter von 7 Jahren         | 1596                   |                                                  | Elisabeth Sofia war zweimal verheiratet, seit 1613 mit Janusz Radziwiłł und nach dessen Tod 1620 seit 1628 mit Herzog Julius Heinrich von Sachsen-Lauenburg. |
| 011      |                | Andreas Riehl der Jüngere                               | Markgräfin Magdalena von Brandenburg im Alter von 15 Jahren               | 1596                   | Öl auf Leinwand 101 × 83 cm                      | Markgräfin Magdalena heiratete 1598 Landgraf Ludwig V. von Hessen-Darmstadt. |
| 012      |                | Andreas Riehl der Jüngere                               | Markgräfin Dorothea Sybilla von Brandenburg im Alter von 6 Jahren         | 1596                   |                                                  | |
| 013      |                | Andreas Riehl der Jüngere                               | Markgräfin Agnes von Brandenburg im Alter von 12 Jahren                   | 1596                   |                                                  | Agnes von Brandenburg hatte ebenfalls zwei Ehen, ab 1604 bis zu seinem Tod 1625 mit Herzog Philipp Julius von Pommern, kinderlos und ab 1628 mit dem 10 Jahre jüngeren Herzog Franz Karl von Sachsen-Lauenburg. |
| 014      |                | Andreas Riehl der Jüngere                               | Markgraf Georg Albrecht von Brandenburg im Alter von 5 Jahren             | 1596                   |                                                  | Dieses Porträt von Markgraf Georg Albrecht wurde aus der Ahnenreihe im 19. Jahrhundert entfernt, weil König Friedrich Wilhelm IV. es vermutlich seinem Bruder Carl von Preußen, der wie Georg Albrecht Herrenmeister im preußischen Johanniterorden war, schenkte; 1999 kehrte es zurück. |
| 015      |                | Nathan Mau (zugeschrieben)                              | Kurfürstin Katharina von Brandenburg                                      | um 1600 und später (?) | Ölmalerei auf Leinwand 118,5 × 86 cm             | Katharina von Brandenburg-Küstrin war interessiert an Naturwissenschaften und Heilkunde, so unterhielt sie die Hofapotheke auch als soziale Einrichtung für Arme; als diese unter Friedrich Wilhelm I. neu eingerichtet wurde, ihr Porträt könnte bereits dort vorhanden gewesen sein, wurde das Bild umgestaltet und erhielt verschiedene Inschriften, die es zu einem Epitaph machten; das Buch in ihrer linken Hand trägt den heute nur noch teilweise lesbaren Titel PRAXIS PIETATIS (tätige Barmherzigkeit) und bezieht sich auf den Pietismus Hallescher Prägung; seit dieser Umgestaltung befand sich auf der linken Seite des Bildes ein Bibelvers (Hebräer 13, Vers 16): WOHLZUTHUN • UND • MITZU/THEILE(N) • VERGESSET • NICHT • DA/SOLCHE • OPFER • GEFAL(len) • GOTT • WOHL; bei einer Restauration in den 1930er Jahren wurde diese Beschriftung abgedeckt, ist aber auf alten Reproduktionen noch gut lesbar; die für ein damaliges Frauenbildnis ungewöhnliche Pose der Kurfürstin, dozierend mit erhobener rechten Hand, in ihrer Linken ein Buch, symbolisiert ihre Neigung zu den Wissenschaften; die oberen Ecken der gemalten Umrahmung sind mit Blättern, Blüten und Früchten dekoriert, die Heilpflanzen darstellen könnten; um den Hals trägt Katharina Perlenschmuck, der ihren Reichtum symbolisiert. |
| 016      |                | Joachim Siwert (zugeschrieben)                          | Kurfürst Johann Sigismund von Brandenburg                                 | um 1610                |                                                  | Kurfürst Johann Sigismund mit entschlossenem Blick, in Rüstung und mit Feldherrenstab; wahrscheinlich ist das Bild im Zusammenhang mit dem siegreichen Krieg um die Vereinigten Herzogtümer Jülich-Kleve-Berg zu betrachten; es wird dem damaligen Hofmaler Joachim Siwert zugeschrieben; diese Version stammt aus der Sammlung der sächsischen Kurfürstin Christiane Eberhardine von Brandenburg-Bayreuth auf Schloss Pretzsch, kam 1828 nach Berlin und befand sich im ehemaligen Hohenzollernmuseum im Schloss Monbijou. |
| 017      |                | Unbekannter Künstler                                    | Kurfürstin Anna von Brandenburg                                           | um 1615 (?)            |                                                  | Anna von Brandenburg wird hier in einem kostbaren roten Kleid, Fächer und mit reichem Schmuck dargestellt; unter ultraviolettem Licht erscheint der Rest einer Inschrift: „Gemahl. Johann (…) Sigismunds“; im 18. Jahrhundert befand sich das Bild im Berliner Schloss. |
| 018      |                | Unbekannter Künstler                                    | Kurfürst Georg Wilhelm von Brandenburg                                    | um 1635                |                                                  | Kurfürst Georg Wilhelm wollte zwar im Dreißigjährigen Krieg Neutralität wahren, doch wurde der Druck zu hoch, er verbündete sich mit der Katholischen Liga und dem Kaiser Ferdinand II. (HRR), weil sein Schwager und protestantischer Glaubensbruder Gustav Adolf einerseits alle Häfen besetzte und andererseits die kaiserlichen Truppen die Mark Brandenburg als Durchzugsland nutzten; nach dem Krieg zog er sich nach Ostpreußen zurück und überließ die Regierungsgeschäfte seinem katholischen Kanzler Adam von Schwarzenberg; das Bild stammt aus dem ehemaligen Hohenzollernmuseum im Berliner Schloss Monbijou. |
| 019      |                | Unbekannter Künstler                                    | Kurfürstin Elisabeth Charlotte von Brandenburg                            | um 1635                |                                                  | Die Heirat Elisabeth Charlottes mit Georg Wilhelm sollte die Nähe des Herrscherhauses zum Calvinismus betonen; dieses Bild und das Porträt von Georg Wilhelm (Nr. 18) stellen Pendants dar; da die Leinwand des Gemäldes von Elisabeth Charlotte nicht doubliert werden musste, befindet sich das Bild heute im Originalzustand. |
| 020      |                | Kopie nach Jan Mytens                                   | Familienbildnis des Großen Kurfürsten                                     | 1666 oder später       | Öl auf Leinwand 162 × 200 cm                     | Kurfürst Friedrich Wilhelm von Brandenburg ist hier mit seiner ersten Ehefrau Luise Henriette von Oranien und ihren Söhnen Karl Emil (links), Friedrich (rechts) und Ludwig (auf dem Schoß der Mutter) dargestellt. Oberhalb sind auf einer Wolkenebene die bereits verstorbenen Kinder Wilhelm Heinrich (1648–1649) und die Zwillinge Heinrich (1664) und Amalia (1664–1665) zu sehen. Das Familienporträt spiegelt den Stolz der Eltern über die scheinbar gesicherte Erbfolge mit drei Söhnen wider. Jedoch überlebte lediglich Friedrich (später Kurfürst Friedrich III. von Brandenburg/König Friedrich I. in Preußen) seine Eltern. Die Kurfürstin starb nur wenige Monate nach Anfertigung des Gemäldes, die Söhne Karl Emil und Ludwig im Alter von 19 und 20 Jahren. Mytens Originalbild ist heute im Schloss Oranienburg zu sehen. |
| 021      |                | Michael Leopold Lukas Willmann                          | Verherrlichung des Großen Kurfürsten als Beschützer der Künste            | 1682                   | Öl auf Leinwand 162 × 200 cm                     | Bereits aus dem antiken Griechenland ist die Apotheose von Herrschern zu Göttern oder Halbgöttern bekannt. Im Zeitalter des Barocks lebte dieses Sujet in der bildenden Kunst wieder auf. Das Gemälde zeigt Friedrich Wilhelm von Brandenburg unterhalb der himmlischen Musen auf dem Thron sitzend. Neben ihm auf einem Tisch liegen die Insignien der Macht. Zu sehen sind links die Götter Minerva, Herkules und Apoll (mit Lyra), die auf die Anstrengungen des Herrschers, den Frieden zu bewahren verweisen. Ein himmlischer Bote (links oben) bläst eine Posaune. Rechts huldigen ihm die Personifikationen der Malerei, Architektur und Skulptur als Förderer der Künste in Friedenszeiten. Die Personifikation des Überflusses verteilt aus dem Füllhorn Münzen an die Künste und Fama verkündet in einem Schriftzug die Unsterblichkeit „Immortalitati“ seines Ruhmes. Das Gemälde befand sich im Königsberger Schloss und kam 2009 nach der Restauration wieder in die Ausstellung. |
| 022      |                | Unbekannter Künstler und Adriaen van der Spelt          | Kurprinz Karl Emil im Blumenkranz                                         | um 1660                | 118,5 × 95 cm                                    | Das Gemälde zeigt den etwa zehnjährigen Karl Emil als Thronfolger Friedrich Wilhelms in einer römisch anmutenden Rüstung gekleidet. Darüber trägt er einen Umhang, der mit Hermelinpelz abgesetzt ist. In der linken Hand hält er einen Stab. Das Porträt ist von einer Girlande aus Lilien, Rosen, Tulpen und anderen Blumen umgeben und rechts unten mit AVspelt signiert; die Blumengirlande stammt von van der Spelt. Die Figur hingegen kann ihm nach neuerer Ansicht nicht eindeutig zugeordnet werden. |
| 023      |                | Unbekannter Künstler                                    | Aufbahrung des Kurprinzen Karl Emil                                       | um 1674                |                                                  | Der 19-jährige Kurprinz Karl Emil erkrankte auf einem Feldzug gegen Frankreich schwer an der Ruhr und starb kurz darauf; das Bild ist gleichzeitig eine Allegorie auf die Vergänglichkeit, ein Ereignisbild und ein Porträt; die Allegorie erscheint als Puttengruppe in einer himmlischen Sphäre über dem Katafalk des Prinzen, ihre Blicke lenken auf weitere Putten am unteren Bildrand, die eine aufgeschlagene Bibel halten, die auf den Glauben als Richtschnur und Trost für den Tod steht; umrahmt wird die Szene von achtlos weg gelegten Gegenständen, die als Symbole von Macht, Ruhm und Reichtum gelten. |
| 024      |                | Philipp Wilhelm Nuglisch (zugeschrieben)                | Kurfürst Friedrich Wilhelm zu Pferde                                      | nach 1678              |                                                  | Friedrich Wilhelm in entschlossener Pose auf dem Weg in die Schlacht, hinter ihm ein Page, der den Helm trägt; diese Art der Darstellung mit einem edlen steigenden Ross ist typische für Feldherrenbilder der Zeit; im Hintergrund des Gemäldes erkennt man brandenburgische Truppen bei der Landung auf der Insel Rügen im Nordischen Krieg, im September 1678, als Rügen zeitweise von Schweden zurückerobert wurde; auf der Rückseite des Bildes befinden sich die Initialen P.W.N., was möglicherweise auf Philipp Wilhelm Nuglisch als Urheber schließen lässt, denn er war in jener Zeit an den kurfürstlichen Bauten beteiligt. |
| 025      |                | Friedrich Wilhelm Weidemann oder Samuel Theodor Gericke | Friedrich I.                                                              | nach 1701              |                                                  | Kurfürst Friedrich III. wird als preußischer König Friedrich I. in seinem Krönungsornat mit Schwarzem Adlerorden, den er selbst einen Tag vor seiner Krönung (18. Januar 1701) als Hausorden der Hohenzollern gestiftet hatte, gezeigt; über der Rüstung trägt er den Hermelinmantel als Symbol seiner Eigenschaft als oberster Feldherr. |
| 026      |                | Dismar Degen (zugeschrieben)                            | Friedrich Wilhelm I. zu Pferde                                            | um 1730                |                                                  | Friedrich Wilhelm I. ließ Potsdam zur Residenz- und Garnisonsstadt ausbauen, daher ist im Hintergrund des Bildes auch die Stadt mit dem Turm der alten Nikolaikirche erkennbar. |
| 027      |                | Friedrich Georg Weitsch (nach Anton Graff)              | Friedrich II.                                                             | um 1800                |                                                  | Das bekannte Porträt Friedrichs II. schuf Anton Graff 1781 für den preußischen Gesandten in Dresden, Philipp Karl von Alvensleben, darüber hinaus fertigte er noch weitere Exemplare des bekannten Altersbildnisses des Königs an; die lange nach dem Tod Friedrichs entstandene Version von Weitsch ist jedoch dunkler, weist eine andere Kopfhaltung auf und wirkt dadurch verhaltener. |
| 028      |                | Unbekannter Künstler (nach Anna Dorothea Therbusch)     | Friedrich Wilhelm II. als Prinz von Preußen                               | um 1775                |                                                  | Dieses Porträt von Friedrich Wilhelm II., das im Stil der Malerin Anna Dorothea Therbusch nachempfunden, und wahrscheinlich keine eigenhändige Kopie ist, stammt aus dem Schloss Schlobitten; ein ähnliches Porträt des Prinzen ging 1773 an den russischen Zarenhof; erworben wurde es mit Mitteln der Stiftung Deutsche Klassenlotterie Berlin. |
| 029      |                | Ernst Gebauer                                           | Friedrich Wilhelm III.                                                    | 1826                   |                                                  | König Friedrich Wilhelm III. ist in diesem Bild in der Art offizieller Staatsporträts gemalt worden, wie sie der französische Maler François Gérard für das Haus Bourbon ausführte; Gebauer kopierte diesen Stil; der König steht auf dem Potsdamer Pfingstberg, im Hintergrund ist die von Friedrich Wilhelm 1826 begonnene neue russische Siedlung Alexandrowka mit Alexander-Newski-Kapelle zu erkennen; erworben wurde das Bild mit Mitteln der Stiftung Deutsche Klassenlotterie. |